# Parkinsonite
La parkinsonite è un minerale.